# غريغ جونز (مصارع رياضي)
غريغ جونز (بالإنجليزية: Greg Jones)‏ هو مصارع رياضي أمريكي، ولد في 1982.